# Церковь Святого Чеда (Бертон-апон-Трент)
Церковь Святого Чеда (иногда Чада, англ. St Chad's Church, Burton upon Trent) — англиканская церковь в городе Бертон-апон-Трент графства Стаффордшир, относящаяся к епархии Личфилд; здание храма по проекту архитектора Джорджа Фредерика Бодли было заложено в 1905 и освящено в 1910 году; является памятником архитектуры I класса с 1979 года.

## История и описание
Церковь посвящена святому Чеду.